# 다이하쓰 코펜
다이하쓰 코펜(Daihatsu Copen)은 일본 다이하쓰에서 제작한 2-도어 로드스터로 알루미늄 개폐식 하드탑을 장착하고 있다. 2001년 도쿄 모터쇼에서 전륜구동 굴림방식의 경차 플랫폼으로 처음 소개되었다. 차체강성이 약해서 급격한 코너 등에서 약간의 불안감이 있다는 단점이 있다.
코펜은 일본 경자동차 규격을 충족하기 위해 터보차저가 장착된 660씨씨 엔진으로 처음 설계되었다. 그러나 일본 외 국가에서는 이러한 규격제한이 없어 이후 1.3리터 엔진이 채택되었다. 다이하쓰는 1.3리터 엔진 모델을 2005년 프랑크푸르트 국제 모터쇼에서 발표했다.
2012년 8월에 1세대 모델이 단종되었고 이후 2014년 여름에 2세대가 출시되었다.
2024년 현재, 국토교통부 자료에 따르면 대한민국에는 총 510대, 1세대 138대, 2세대 372대가 등록되어 운행 중이다.

## 1세대(2002~2012)
1980~90년대 일본경제 호황기 당시 '헤이세이 ABC'란 별칭으로 고성능 경차가 대거 출시되었다. 이런 고성능 경차는 거품경제가 붕괴되며 자연스레 사라졌으나, 2002년 다이하츠에서 고성능 경차를 내놓는데 바로 코펜이다.
코펜은 2002년 출시되어 2012년까지 판매되었으며, 당시 헤이세이 ABC도 사라진 시장상황이었기에 유일한 '경차 스포츠카'의 입지를 가졌다.

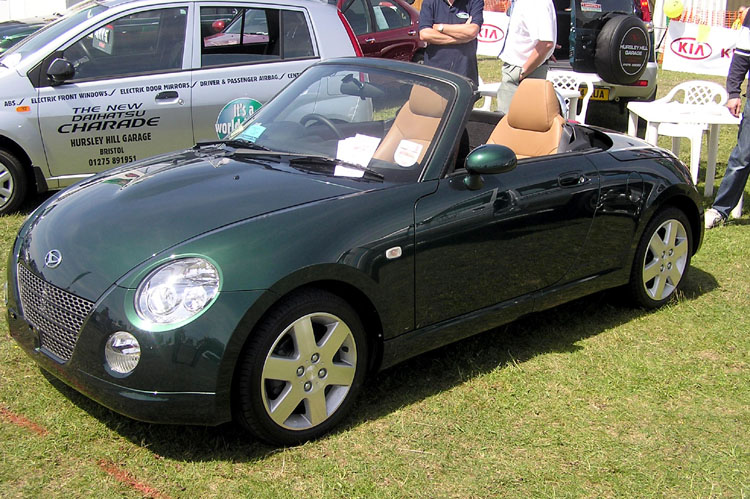
다이하쯔 코펜(1세대) 정측면

### 제원
| 구분            | 코펜 1세대          |
| --------------- | ------------------- |
| 전장(mm)        | 3,395               |
| 전폭(mm)        | 1,475               |
| 전고(mm)        | 1,245               |
| 축거(mm)        | 2,230               |
| 승차 정원       | 2명                 |
| 변속기          | 수동 5단 / 자동 4단 |
| 서스펜션(전/후) | 스트럿 / 토션빔     |
| 구동 형식       | 전륜 구동(FF)       |
| 엔진 형식       | JB-DET              |
| 연료            | 가솔린              |
| 배기량(cc)      | 660                 |
| 출력(마력)      | 64                  |
| 중량(kg)        | 800~840             |

## 2세대(2014~)
2014년 2세대가 출시되었다. 최근 혼다기연에서 S660이 출시되어 '유일한 경차 스포츠카' 입지는 사라졌으나, S660에 비해 상대적으로 풍부한 옵션과 저렴한 가격을 내세우고 있다.
아울러 철판이 아닌 FRP 소재를 적극 사용하여 사용자가 직접 외관을 튜닝하는 드레스포메이션(Dress-formation)을 구현하였다. 이로 인해 3D 프린터를 이용해 범퍼나 휀더를 직접 만드는 것이 가능케 하였다.
세부 모델로는 처음에 Robe 1종으로 시작하여 X-Play, Cero, GR Sport 기종까지 출시 되었으며, GR Sport의 경우는 토요타 가주레이싱 튜닝파츠를 기본 장착하여 출고 중이다.

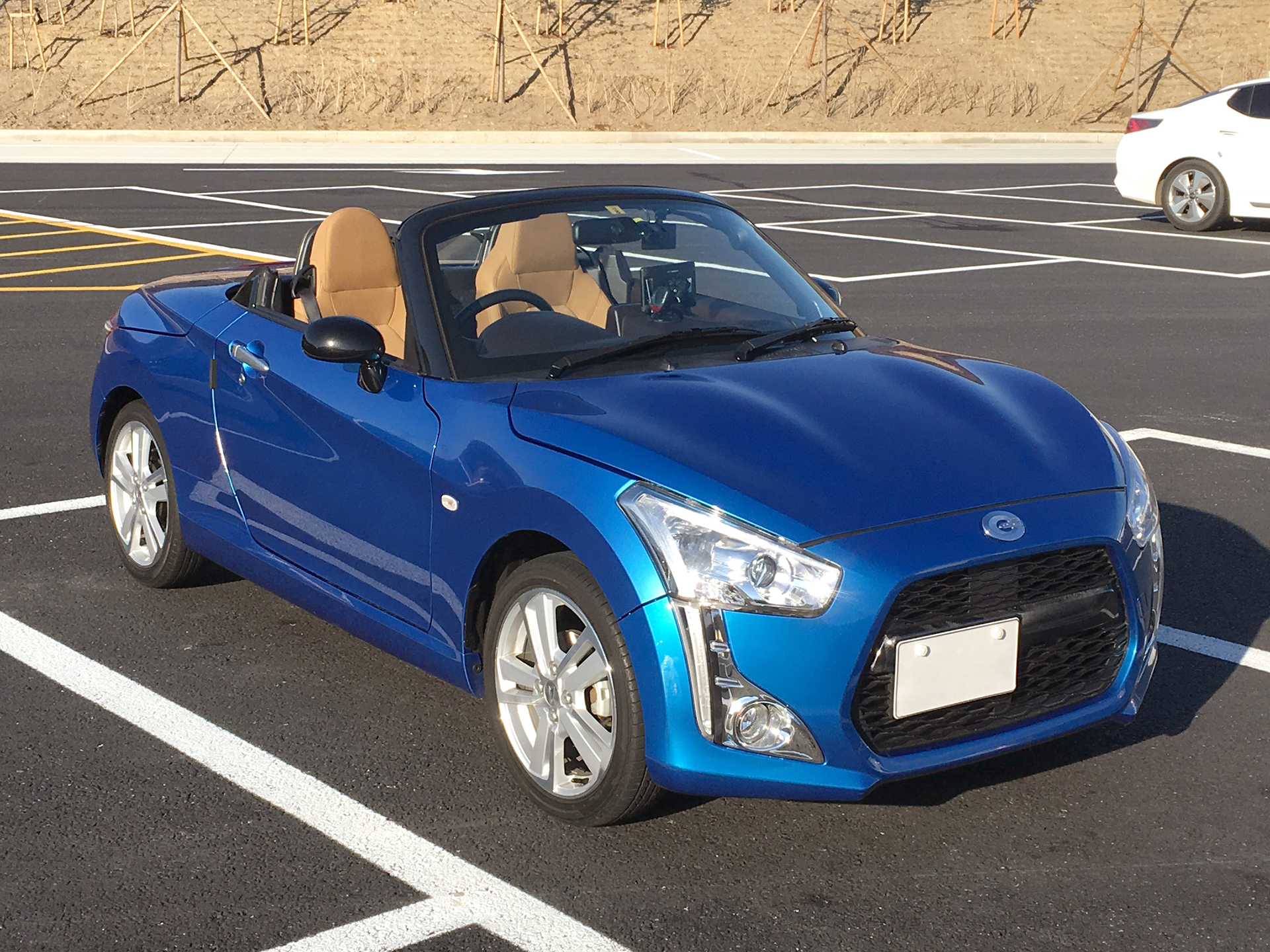
다이하쓰 코펜 2세대(Robe) 정측면

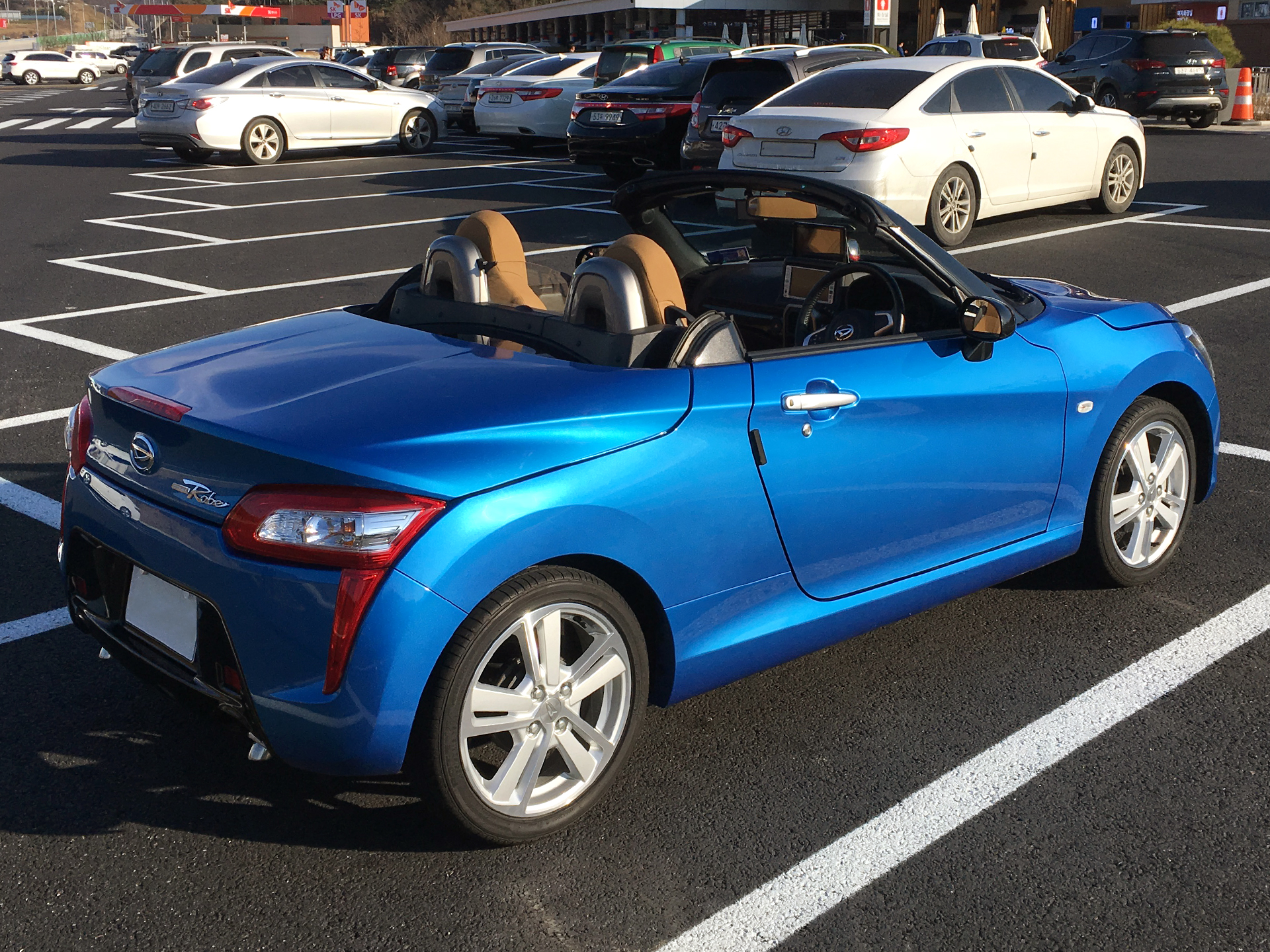
다이하쓰 코펜 2세대(Robe) 후측면

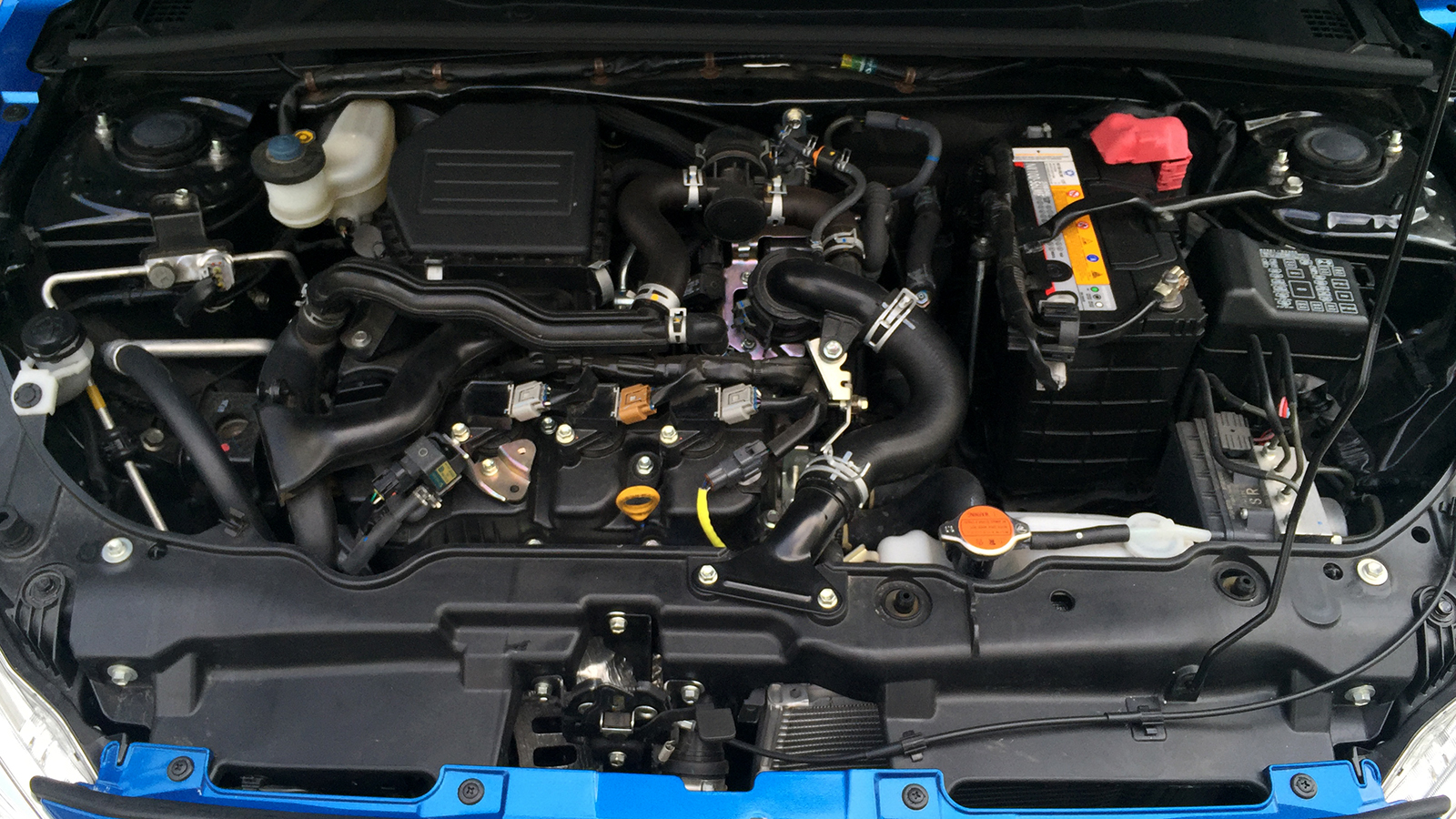
다이하쓰 코펜2세대(Robe) 엔진룸

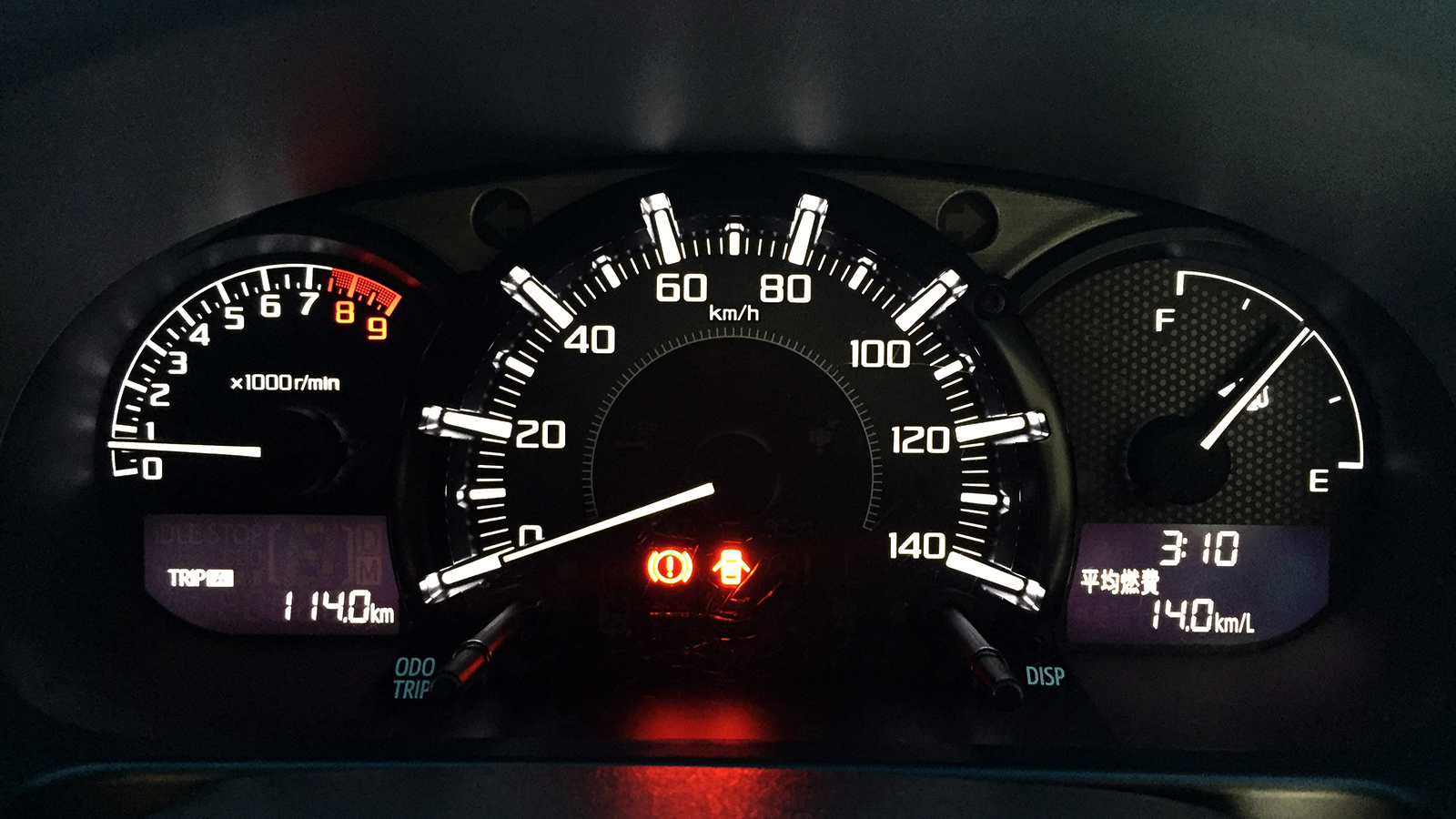
다이하쓰 코펜2세대(Robe) 계기판

### 제원
| 구분            | 코펜 2세대                                         |
| --------------- | -------------------------------------------------- |
| 전장(mm)        | 3,395                                              |
| 전폭(mm)        | 1,475                                              |
| 전고(mm)        | 1,280                                              |
| 축거(mm)        | 2,230                                              |
| 승차 정원       | 2명                                                |
| 변속기          | 수동 5단 / 자동 CVT                                |
| 서스펜션(전/후) | 맥퍼슨 스트럿 식 코일스프링 / 토션빔 식 코일스프링 |
| 구동 형식       | 전륜 구동(FF)                                      |
| 엔진 형식       | KF-DET                                             |
| 연료            | 가솔린                                             |
| 배기량(cc)      | 660                                                |
| 출력(마력)      | 64                                                 |
| 중량(kg)        | 850~870                                            |